# 11e armée (Allemagne)
Pour les articles homonymes, voir 11e armée.
La 11e armée (en allemand : 11. Armee) était une armée (regroupement d'unités) de la Deutsches Heer (armée de terre allemande) pendant la Première Guerre mondiale, puis de la Heer (armée de terre de la Wehrmacht) lors de la Seconde Guerre mondiale.

## Seconde Guerre mondiale
La XIe armée est formée le 5 octobre 1940 en tant que Kommandostab Leipzig; à partir du 23 avril 1941, il est renommé Kommandostab München. Du 24 mai au 22 juin 1941, la XIe armée est aussi connue comme berkommando der Truppen des deutschen Heeres in Rumänien. Après avoir participé à la conquête de la Bessarabie, la XIe armée conquiert la Crimée et capture la ville de Sébastopol.
En juin 1942, Hitler fait transporter la XIe Armée de von Manstein sur le front de Léningrad et lui confie l'opération Nordlicht, qui doit commencer le 14 septembre, dont l'objectif principal est la prise de Léningrad.

L'avancée maximale du front soviétique lors de l'offensive de Siniavine.

En août, les Russes lancent une attaque afin de réduire le Col de bouteille. La XIe Armée est lancée en contre-attaque permettant l'encerclement de la 2e armée de choc soviétique et le 15 octobre. Les 5 divisions d'infanterie, 2 divisions de la Garde et 6 brigades d'infanterie indépendantes présentes dans la poche sont détruites ou capturées. Au total les Allemands font 12 400 prisonniers, et capturent 193 canons et 244 chars.
En novembre, Hitler décide de l'envoyer en renfort sur le front de Stalingrad. Elle est restructurée en Heeresgruppe Don (Groupe d'armée Don) le 21 novembre 1942 et participe à la bataille de Stalingrad.

### 11. SS-Panzerarmee
La XIe Armée est réformée le 26 janvier 1945 à partir des éléments du personnel de l'Oberkommando Oberrhein (dans certaines sources, cette seconde formation est répertoriée comme Armeegruppe Steiner ou Armee-Abteilung Steiner). Elle a mené l'opération Sonnenwende (Opération Solstice) en février 1945, une contre-offensive infructueuse du secteur de Stargard pour émousser le fer de lance soviétique visant Berlin. Plus tard, le même mois, le quartier général de la 11. Armee est mis à la disposition du Heeresgruppe Weichsel sans troupes assignées.
Elle est reconstituée le 2 avril 1945 pour mener une attaque sur Kassel afin d'ouvrir un corridor pour l'Heeresgruppe B qui a été encerclé dans la poche de la Ruhr. Après avoir lancé quelques petites contre-attaques contre l'avancée de la 3e armée américaine, la XIe Armée se retire sur les montagnes du Harz, où, après de violents combats, le général Walther Lucht et son personnel se rendent le 23 avril 1945.

### Organisation

#### Commandants successifs
| Date                                 | Grade                  | Commandant                |
| ------------------------------------ | ---------------------- | ------------------------- |
| 25 octobre 1940 - 12 septembre 1941  | Generaloberst          | Eugen Ritter von Schobert |
| 13 septembre 1941 - 21 novembre 1942 | Generalfeldmarschall   | Erich von Manstein        |
| Reformation                          |                        |                           |
| Janvier 1945 - 5 mars 1945           | SS-Obergruppenführer   | Felix Steiner             |
| 5 mars 1945 - 2 avril 1945           | ??                     | ??                        |
| 2 avril 1945 - 8 avril 1945          | General der Infanterie | Otto Hitzfeld             |
| 8 avril 1945 - 23 avril 1945         | General der Artillerie | Walther Lucht             |

#### Chefs d'état-major
| Date                             | Grade        | Commandant       |
| -------------------------------- | ------------ | ---------------- |
| 5 octobre 1940 - 1er avril 1942  | Generalmajor | Otto Wöhler      |
| 1er avril 1942 - 12 mai 1942     | ??           | ??               |
| 12 mai 1942 - 21 novembre 1942   | Generalmajor | Friedrich Schulz |
| Reformation                      |              |                  |
| 1er février 1945 - 23 avril 1945 | Oberst       | Fritz Estor      |

### Zone d'opérations
- Allemagne : octobre 1940 - Mai 1941
- Front de l'Est, secteur Sud : juin 1941 - Septembre 1942
  - Siège de Sébastopol
- Front de l'Est, secteur Nord : septembre 1942 - Novembre 1942
  - Siège de Léningrad
- Est de la Poméranie : janvier 1945 - Mars 1945
- Front de l'Ouest : avril 1945

### Ordre de bataille
(avril 2017).
3 septembre 1941
- À la disposition de la 11e Armée
  - 170e Infanterie-Division
  - 50e Infanterie-Division
  - SS-Division Leibstandarte SS “Adolf Hitler”
- LIVe Armeekorps
  - 72e Infanterie-Division
  - 73e Infanterie-Division
- XXXe Armeekorps
  - 46e Infanterie-Division
  - 22e Infanterie-Division
- XXXXIXe Gebirgs-Armeekorps
  - 2e Gebirgs-Division
  - 4e Gebirgs-Division
- 3e Armée roumaine (subordonnée à la 11e Armée)
- Corps de montagne roumain
  - 1re Brigade de montagne roumaine
  - 2e Brigade de montagne roumaine
  - 4e Brigade de montagne roumaine
- Corps de cavalerie roumain
  - 5e Brigade de cavalerie roumaine
  - 6e Brigade de cavalerie roumaine
  - 8e Brigade de cavalerie roumaine

2 janvier 1942
- À la disposition de la 11e Armée
  - 18e division d'infanterie roumaine
- LIVe Armeekorps
  - 22e Infanterie-Division
  - 132e Infanterie-Division
  - 24e Infanterie-Division
  - 50e Infanterie-Division
- XXXe Armeekorps
  - 1re Brigade de montagne roumaine
  - 2/3 72e Infanterie-Division
- XXXXIIe Armeekorps
  - 170e Infanterie-Division
  - 46e Infanterie-Division
  - 1/3 72e Infanterie-Division
  - 1/3 73e Infanterie-Division
  - Régiment motorisé roumain
- Corps de montagne roumain (subordonné au XXXXIIe Armeekorps)
  - 4e Brigade de montagne roumaine
  - 8e Brigade de cavalerie roumaine
  - 3e régiment motorisé roumain

22 avril 1942
- À la disposition de la 11e Armée
  - 72e Infanterie-Division
  - 2/3 10e division d'infanterie roumaine
  - 22e Panzer-Division
  - 2/3 19e division d'infanterie roumaine
  - VII Corps roumain
- LIVe Armeekorps
  - 22e Infanterie-Division
  - 18e division d'infanterie roumaine + 1/3 10e division d'infanterie roumaine
  - 24e Infanterie-Division
  - 1re Brigade de montagne roumaine
  - Corps de montagne roumain
  - Gruppe Schröder (Küstenschutz)
  - 4e division de montagne roumaine
- XXXe Armeekorps
  - 170e Infanterie-Division
  - 132e Infanterie-Division
  - 3e régiment de cavalerie roumain
  - 50e Infanterie-Division
  - 28e leichte Infanterie-Division
- XXXXIIe Armeekorps
  - 46e Infanterie-Division + 1/3 19e division d'infanterie roumaine
  - 8e division de cavalerie roumaine
  - 170e Infanterie-Division + 1/3 73e Infanterie-Division
- Befehlshaber d. Landengen
  - Régiment motorisé roumain
  - Landesschützen-Bataillon 286

24 juin 1942
- À la disposition de la 11e Armée
  - Befehlshaber d.Landengen
- LIVe Armeekorps
  - 1/3 46e Infanterie-Division
  - 1/3 132e Infanterie-Division + 1/3 46e Infanterie-Division
  - 24e Infanterie-Division
  - 22e Infanterie-Division + 1/3 73e Infanterie-Division
  - 50e Infanterie-Division + 1/3 46e Infanterie-Division
  - 4e division de montagne roumaine
- Corps de montagne roumain
  - 18e division d'infanterie roumaine
  - 1re division de montagne roumaine
- XXXe Armeekorps
  - 72e Infanterie-Division
  - 170e Infanterie-Division
  - 28e leichte Infanterie-Division + 1 Regiment 213. Sicherungs-Division + 1 Regiment 444. Sicherungs-Division
  - 1/3 125e Infanterie-Division
  - Stab Schröder with 1 Regiment 444. Sicherungs-Division
- Gruppe Mattenklott (XXXXIIe Armeekorps)
  - Gruppe Ritter (Küstenschutz)
  - 8e division de cavalerie roumaine
  - 10e division d'infanterie roumaine
  - 19e division d'infanterie roumaine
  - Régiment motorisé roumain
  - 22e Panzer-Division
  - 1/3 132e Infanterie-Division

19 février 1945
- À la disposition de la 11e Armée
  - Kampfgruppe 163e Infanterie-Division
- Stellvertretendes II. Armeekorps
  - 9. Fallschirmjäger-Division
  - Gruppe Denecke
  - Kommandant Verteidigungsbereich[1] Stettin
  - Kommandant Verteidigungsbereich[1] Swinemünde
- XXXIX. Panzerkorps
  - Panzer-Division Holstein
  - 28e SS-Freiwilligen-Grenadier-Division “Wallonien”
  - 10e SS-Panzer-Division “Frundsberg”
  - 4e SS-Polizei-Panzergrenadier-Division
- IIIe (germ.) SS-Panzerkorps
  - 27e SS-Freiwilligen-Grenadier-Division “Langemark”
  - 11e SS-Freiwilligen-Panzergrenadier-Division “Nordland”
  - Gruppe Voigt
  - 23e SS-Freiwilligen-Panzergrenadier-Division “Nederland” (niederlandische Nre 1)
  - 281e Infanterie-Division
- Korpsgruppe Munzel
  - Führer Begleit Division
  - Führer Grenadier Division
- Xe SS-Armeekorps
  - Divisionsstab z.b.V. 402
  - 5. Jäger-Division
- Korps Tettau (Division z.b.V. 604)
  - Eins. Division Bärwalde
  - Eins. Division Köslin

12 avril 1945
- LXVI. Armeekorps
  - Kampfgruppe 116. Panzer-Division
  - Kampfgruppe 9e Panzerdivision
  - SS-Brigade “Westfalen”
  - 277e Volks-Grenadier-Division
- Stellvertretendes IX. Armeekorps
  - Kampfgruppe 326e Volks-Grenadier-Division
  - Kampfgruppe 26e Volks-Grenadier-Division
- LXVII. Armeekorps
  - Kampfgruppe Großkreuz
  - Kampfgruppe Heidenreich
  - Kampfgruppe Ettner
  - Kampfgruppe Feller

## Source
- (en) Cet article est partiellement ou en totalité issu de l’article de Wikipédia en anglais intitulé « 11th Army (Wehrmacht) » (voir la liste des auteurs).